# We Are One
«We Are One» — песня группы Kiss, пятый трек их студийного альбома 1998 года Psycho Circus.
Также песня вышла отдельным синглом. (Это был второй сингл с альбома Psycho Circus, первым же была издана песня «Psycho Circus».)
Автор песни — Джин Симмонс. Он же в ней на лид-вокале.
В «Горячую сотню» американского журнала «Билборд» (Billboard Hot 100) песня не вошла.
«Энциклопедия KISS» отзывается об этой песне как о «заразительном поп-номере» и сожалеет о том, что она не попала в американские чарты. Как пишет автор книги KISS: Hotter Than Hell Пол Эллиотт, Джин Сиимонс на этой песне поёт с таким чувством, с каким не пел очень давно, со времён альбома Unmasked.